# La voz dormida (novel·la)
La voz dormida és un llibre de l'escriptora Dulce Chacón, una novel·la històrica estructurada en tres parts i que es desenvolupa en la postguerra civil espanyola entre la presó madrilenya de les Ventas i una petita pensió del carrer Atocha. Es desenvolupa entre els anys 1939 i 1963. Va ser publicada el 2002 per l'editorial Alfaguara.
El 21 d'octubre de 2011 es va estrenar la seva adaptació cinematogràfica, duta a terme pel director Benito Zambrano. Barricada va incloure una cançó sobre Hortensia al seu disc La tierra está sorda, titulada Hasta siempre, Tensi.

## Novel·la
L'obra estableix una tornada als temps de la postguerra espanyola. Escrita en clau periodística, narra l'innecessari sofriment de les dones republicanes a les presons franquistes en els anys immediatament posteriors a la fi de la contesa, establint una narració des d'un punt de vista omniscient. És una història de temps de silenci, on es relata el sofriment d'aquelles dones que van perdre una guerra i l'agonia que vivien sense conèixer com seria la seva final. L'obra està documentada en històries reals, l'autora va suavitzar alguna d'elles i va introduir nous matisos.

## Argument
Un grup de dones, empresonades en la madrilenya presó de dones de Ventas, enarbora la bandera de la dignitat i el coratge com a única arma possible per a enfrontar-se a la humiliació, la tortura i la mort. Se'ns conta la història d'Hortensia, Reme, Tomasa, Elvira i altres dones, de com viuen l'empresonament i com han arribat a parar a aquesta presó.

## Estructura
L'obra es troba dividida en tres parts.
La primera part consta de trenta-cinc capítols. En aquesta part el temps transcorregut és molt breu i l'autora es recrea en els personatges, als quals anem coneixent i sabent en quina situació es troba cadascun i per què. Aquí també coneixem molts dels espais en els quals transcorren els fets.
La segona part, que és la més breu, està dividida en divuit capítols. És en aquesta part on Hortensia coneix la seva sentència i sap que viurà fins que neixi la seva filla. La part acaba amb l'afusellament d'Hortensia.
La tercera part té trenta-dos capítols i és la part en la qual el temps passa més de pressa, ja que abasta divuit anys, mentre que en les altres només transcorren uns pocs mesos. A mesura que aquesta part avança anem coneixent a poc a poc el desenllaç que té cada personatge i finalitza amb la marxa a Còrdova de Jaime i Pepita.